# ZNF23
ZNF23‏ (Zinc finger protein 23) هوَ بروتين يُشَفر بواسطة جين ZNF23 في الإنسان.